# Pianello
Pianello település Franciaországban, Haute-Corse megyében. Lakosainak száma 55 fő (2022. január 1.). Pianello Zuani, Bustanico, Matra, Mazzola, Perelli, Pietricaggio, Piobetta, Sant’Andréa-di-Bozio és Zalana községekkel határos.

## Népesség
A település népességének változása:
| Lakosok száma | 97   | 72   | 83   | 81   | 60   | 64   | 70   | 63   | 59   | 55   |
|               | 1968 | 1982 | 1990 | 2006 | 2013 | 2015 | 2017 | 2019 | 2020 | 2022 |